# Englekort
Englekort er en form for kort i familie med tarotkort, der på bagsiden har et billede af en lille engel. Tanken er, at kortene skal kunne trækkes fra en æske, hvis man har en dårlig dag eller uge. Der findes mange forskellige englekort som fx "Tilgivelse".
| Spil | Spire Denne artikel om spil eller lege er en spire som bør udbygges. Du er velkommen til at hjælpe Wikipedia ved at udvide den. |